# Capo del protocollo degli Stati Uniti
Il capo del protocollo degli Stati Uniti (Chief of Protocol of the United States) è un ufficiale del Dipartimento di Stato degli Stati Uniti responsabile di consigliare il Presidente, il Vicepresidente e il Segretario di Stato su questioni relative al protocollo diplomatico nazionale e internazionale. Inoltre, a esso è riconosciuto il rango di Ambasciatore e di Vicesegretario di Stato.

## Funzioni
Il capo del protocollo degli Stati Uniti si occupa di creare gli itinerari per le personalità estere in visita negli Stati Uniti ed accompagna il presidente nei suoi viaggi internazionali. È inoltre referente per i diplomatici stranieri e si occupa della manutenzione di Blair House. Il ruolo del capo del protocollo non va però confuso con quello del segretario sociale.

## Lista di capi del protocollo degli Stati Uniti
| Foto                 | Nome                               | Inizio incarico   | Fine incarico     | Presidente            |
| -------------------- | ---------------------------------- | ----------------- | ----------------- | --------------------- |
|                      | James Clement Dunn                 | 4 febbraio 1928   | 17 novembre 1930  | Herbert Hoover        |
|                      | F. Lammot Belin                    | 17 novembre 1930  | 15 settembre 1931 | Herbert Hoover        |
|                      | Warren Delano Robbins              | 15 settembre 1931 | 11 giugno 1933    | Herbert Hoover        |
|                      | James Clement Dunn                 | 11 giugno 1933    | 11 aprile 1935    | Franklin D. Roosevelt |
|                      | Richard Southgate                  | 11 aprile 1935    | 29 luglio 1937    | Franklin D. Roosevelt |
|                      | George T. Summerlin                | 29 luglio 1937    | 15 gennaio 1944   | Franklin D. Roosevelt |
|                      | Stanley Woodward                   | 15 gennaio 1944   | 22 maggio 1950    | Franklin D. Roosevelt |
| Harry S. Truman      | Stanley Woodward                   | 15 gennaio 1944   | 22 maggio 1950    |                       |
|                      | John F. Simmons                    | 18 agosto 1950    | 31 gennaio 1957   | Harry S. Truman       |
| Dwight D. Eisenhower | John F. Simmons                    | 18 agosto 1950    | 31 gennaio 1957   |                       |
|                      | Wiley T. Buchanan                  | 4 febbraio 1957   | 23 gennaio 1961   | Dwight D. Eisenhower  |
|                      | Angier Biddle Duke                 | 24 gennaio 1961   | 20 gennaio 1965   | John F. Kennedy       |
| Lyndon B. Johnson    | Angier Biddle Duke                 | 24 gennaio 1961   | 20 gennaio 1965   |                       |
|                      | Lloyd Nelson Hand                  | 21 gennaio 1965   | 21 marzo 1966     | Lyndon B. Johnson     |
|                      | James W. Symington                 | 22 marzo 1966     | 31 marzo 1968     | Lyndon B. Johnson     |
|                      | Angier Biddle Duke                 | 1º aprile 1968    | 26 settembre 1968 | Lyndon B. Johnson     |
|                      | Tyler Abell                        | 30 settembre 1968 | 20 gennaio 1969   | Lyndon B. Johnson     |
|                      | Emil Mosbacher, Jr.                | 21 gennaio 1969   | 30 giugno 1972    | Richard Nixon         |
|                      | Marion H. Smoak(facente funzioni)  | 1º luglio 1972    | 1º marzo 1974     | Richard Nixon         |
| Marion H. Smoak      | 1º marzo 1974                      | 30 marzo 1974     |                   | Richard Nixon         |
|                      | Henry E. Catto, Jr.                | 3 aprile 1974     | 1º luglio 1976    | Richard Nixon         |
| Gerald Ford          | Henry E. Catto, Jr.                | 3 aprile 1974     | 1º luglio 1976    |                       |
|                      | Shirley Temple Black               | 1º luglio 1976    | 21 gennaio 1977   | Gerald Ford           |
|                      | Evan Dobelle                       | 2 marzo 1977      | 22 maggio 1978    | Jimmy Carter          |
|                      | Edith H. J. Dobelle                | 3 novembre 1978   | 26 settembre 1979 | Jimmy Carter          |
|                      | Abelardo L. Valdez                 | 19 ottobre 1979   | 21 gennaio 1981   | Jimmy Carter          |
|                      | Morgan Mason(facente funzioni)     | 21 gennaio 1981   | 20 marzo 1981     | Ronald Reagan         |
|                      | Leonore Annenberg                  | 20 marzo 1981     | 6 gennaio 1982    | Ronald Reagan         |
|                      | Selwa Roosevelt                    | 16 aprile 1982    | 20 gennaio 1989   | Ronald Reagan         |
|                      | Joseph Verner Reed, Jr.            | 21 maggio 1989    | 21 ottobre 1991   | George H. W. Bush     |
|                      | John Gifford Weinmann              | 31 ottobre 1991   | 20 gennaio 1993   | George H. W. Bush     |
|                      | Molly M. Raiser                    | 14 settembre 1993 | 24 luglio 1997    | Bill Clinton          |
|                      | Mary Mel French                    | 13 novembre 1997  | 20 gennaio 2001   | Bill Clinton          |
|                      | Donald Ensenat                     | 6 giugno 2001     | 18 febbraio 2007  | George W. Bush        |
|                      | Nancy Brinker                      | 14 settembre 2007 | 20 gennaio 2009   | George W. Bush        |
|                      | Capricia Marshall                  | 3 agosto 2009     | 1º agosto 2013    | Barack Obama          |
|                      | Natalie Jones (facente funzioni)   | 1º agosto 2013    | 13 maggio 2014    | Barack Obama          |
|                      | Peter A. Selfridge                 | 13 maggio 2014    | 20 gennaio 2017   | Barack Obama          |
|                      | Vacante                            | 20 gennaio 2017   | 1º dicembre 2017  | Donald Trump          |
|                      | Sean Lawler                        | 1º dicembre 2017  | 9 luglio 2019     | Donald Trump          |
|                      | Mary-Kate Fisher(facente funzioni) | 24 giugno 2019    | 12 agosto 2019    | Donald Trump          |
|                      | Cam Henderson                      | 12 agosto 2019    | 20 gennaio 2021   | Donald Trump          |
|                      | Asel Roberts(facente funzioni)     | 20 gennaio 2021   | 3 gennaio 2022    | Joe Biden             |
|                      | Rufus Gifford                      | 3 gennaio 2022    | Attuale           | Joe Biden             |

1. ↑   Office of the Chief Protocol - Our Mission, su state.gov.